# Gerardo de Lorena
Gerardo IV, duque de Alsacia (h. 1030-14 de abril de 1070) fue el conde de Metz y Chatenois desde 1047 hasta 1048, cuando su hermano el duque Adalberto abdicó en favor de él al convertirse en duque de Lorena Superior. A la muerte de Adalberto al año siguiente, Gerardo se convirtió en duque, un cargo que mantuvo hasta su muerte.

## Primeros años de vida
En documentos contemporáneos, le llaman Gérard de Alsacia (por la tierra natal de su familia), Gérard de Chatenoy (por un castillo ancestral cerca de Neufchâteau), o Gérard de Flandes (por la tierra natal de su esposa).
Era el segundo hijo de Gerardo de Bouzonville, conde de Metz, y de Gisela quien era posiblemente hija de Teodorico I de Lorena Superior. El emperador Enrique III, invistió a Adalberto con Lorena en 1047 después de confiscárselo a Godofredo III.  Godofredo no se retiró, sin embargo, y mató a Adalberto en batalla. Enrique posteriormente se lo entregó a Gerardo, pero el duque depuesto siguió oponiéndose. Godofredo tenía el apoyo de una facción de la nobleza que no querían una mano fuerte en el ducado, y Gerardo fue apresado. Gerardo, sin embargo, tenía el apoyo del obispo más enérgico, el de Toul, Bruno de Eguisheim-Dagsburg (más tarde el santificado papa León IX), quien procuró su liberación en 1049.  El emperador le dio tropas para ayudarle en la lucha, pues los rebeldes tenían el apoyo de algunos elementos eclesiásticos. El propio Gerardo permaneció, como hizo su hermano, leal hasta el final a la dinastía imperial y sus descendientes permanecerían así incluso en los años Hohenstaufen.
Su alianza con la iglesia fue regular pero inconstante y dio su protección a la abadía de Moyenmoutier, la de San Mihiel, y la de Remiremont. La primera era la abadía del cardenal Humberto de Silva Candida, quien excomulgó al patriarca de Constantinopla, Miguel I Cerulario, en 1054, precipitando así el gran cisma, y la última fue su propio lugar final de descanso.
El 18 de junio de 1053, Gerardo y el príncipe Rodolfo de Benevento llevaron tropas papales y de Suabia a la batalla en nombre del papa León. Esto era la batalla de Civitate y fue una desastrosa pérdida para el papa. Sus enemigos, los normandos, bajo Hunifredo de Altavilla y Ricardo de Aversa, les derrotaron y capturaron su persona, tomándolo prisionero en Benevento. Gerardo, sin embargo, regresó a Lorena.
Entre sus otros proyectos de construcción, estuvo el del castillo de Prény, en el centro del ducado, los comienzos de la capital, Nancy. Murió en Remiremont mientras estaba intentando apagar una revuelta. Se sospechó de envenenamiento. La fecha de su muerte es o bien el 14 de abril o el 11 de agosto.

### Matrimonio e hijos
Se casó con Hedwiga de Namur (o de Flandes), hija de Alberto II, conde de Namur, y Regelindis de la Baja Lorena, hija de Gotelón I, duque de Lorena. Este matrimonio ayudó a calmar las relaciones con los barones del ducado. Tuvieron descendencia:
- Teodorico II (h. 1055-1115), sucesor en Lorena
- Gerardo (1057–1108), conde de Vaudémont
- Beatriz, casada con Esteban I de Borgoña, Mâcon, y Vienne
- Gisela, abadesa de Remiremont

## Línea patrilineal
Fue antecesor patrilineal de la línea de duques que gobernaron Lorena hasta 1737 y de la dinastía Habsburgo-Lorena que gobernó en Toscana (1737–1859), el Sacro Imperio Romano Germánico (1745–1807), Austria-Hungría (1780–1918), el ducado de Parma (1814–1847), ducado de Módena (1815–1859), y México (1864–1867).